# Ducula goliath
Pombo-imperial-gigante (Ducula goliath) é uma espécie de ave da família Columbidae.
É endémica da Nova Caledónia.
Os seus habitats naturais são: florestas subtropicais ou tropicais húmidas de baixa altitude e regiões subtropicais ou tropicais húmidas de alta altitude.